# Моменхајм (Рајнахесен)
Моменхајм (њем. Mommenheim) град је у њемачкој савезној држави Рајна-Палатинат. Једно је од 66 општинских средишта округа Мајнц-Бинген. Према процјени из 2010. у граду је живјело 3.088 становника. Посједује регионалну шифру (AGS) 7339037.

## Географски и демографски подаци
Моменхајм се налази у савезној држави Рајна-Палатинат у округу Мајнц-Бинген. Град се налази на надморској висини од 134 метра. Површина општине износи 7,8 km². У самом граду је, према процјени из 2010. године, живјело 3.088 становника. Просјечна густина становништва износи 397 становника/km².

## Међународна сарадња
| Мјесто   | Држава    | Врста сарадње | Од    |
| -------- | --------- | ------------- | ----- |
| Блези Ба | Француска | партнерство   | 1967. |
| Долче    | Италија   | партнерство   | 1996. |
| Извор    |           |               |       |